# Bela Cruz (ort)
Bela Cruz är en ort i Brasilien.   Den ligger i kommunen Bela Cruz och delstaten Ceará, i den östra delen av landet, 1 700 kilometer nordost om huvudstaden Brasília. Bela Cruz ligger 14 meter över havet och antalet invånare är 12 715.
Terrängen runt Bela Cruz är huvudsakligen platt. Bela Cruz ligger nere i en dal. Närmaste större samhälle är Acaraú, 19,1 kilometer norr om Bela Cruz.
Omgivningarna runt Bela Cruz är huvudsakligen savann. Runt Bela Cruz är det ganska tätbefolkat, med 58 invånare per kvadratkilometer.